# Islam en Sierra Leone

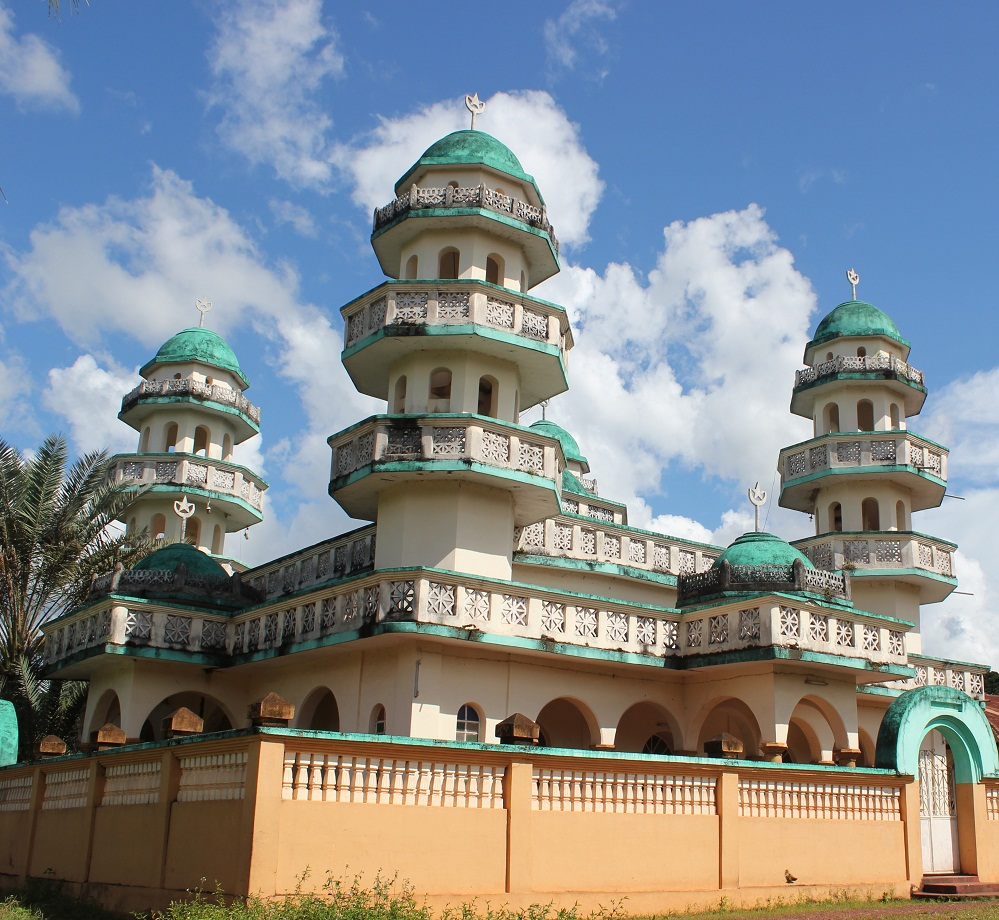
La mosquée de Ribia, près d'Outamba-Kilimi

La présence de l’islam en Sierra Leone (7,5 millions d'habitants en 2022) est évaluée à 4 059 000 musulmans. Cela fait de l'islam la première religion du pays, qui représente actuellement 60 % à 71, 3 % de la population. Les deux ethnies les plus importantes sont les Temnés et les Mendé, dans le Nord, majoritairement musulmanes.

## Histoire
Au début du XVIIIe siècle, les tribus Peuls (Fulanis) et Mendés de la région de Fouta-Djalon, maintenant en Guinée, convertirent de nombreux Temnés du Nord de la Sierra Leone à l'islam. Pendant la colonisation britannique, les tentatives de répandre le christianisme n'ont pas été très fructueuses. L'islam a continué à se répandre après l'indépendance de 1961. La proportion de musulmans est passée de 35 % en 1960 à 71 % en 2008.
La guerre civile de 1991 à 2002 n'avait pas de motif religieux ; des musulmans, des chrétiens et des adeptes des religions traditionnelles étaient ensemble d'un côté ou de l'autre lors du conflit. Au contraire, les relations inter-religieuses sont bonnes, notamment avec les chrétiens. Un conseil inter-religieux composé de chefs musulmans et chrétiens contribue à maintenir cette paix.
- La première minorité est ahmadiste : Ahmadiyya in Sierra Leone (en) (560 000, 9 %)
- La seconde minorité musulmane est chiite.